# Tetraria macowaniana
Tetraria macowaniana là loài thực vật có hoa trong họ Cói. Loài này được B.L.Burtt miêu tả khoa học đầu tiên năm 1976.